# Формула-1 — Гран-прі Бельгії
Гран-прі Бельгії (англ. Belgian Grand Prix) — один з етапів чемпіонату Світу з автоперегонів у класі Формула-1.

## Історія
Бельгійська траса «Спа-Франкоршам» відома з 1921 року і своєю появою зобов'язана менеджеру газети «La Meuse» Жюлю де Тьєру і голові спортивного відділу Королівського автомобільного клубу Бельгії Генрі Ван Офему. Де Тьєр вирішив використати трикутник, який вимальовували місцеві дороги, з'єднуючі три населені пункти, як гоночну трасу. Вона починалася біля містечка Франкоршам, потім спускалася в долину річки О Руж, піднімалася на гребені горбів в Les Combes, знову спускалася, до села Бурневілль до повороту Malmedy. Далі петляла рівниною до поселення Маста, після чого брала курс на Stavelot — південну вершину цього дорожнього трикутника. І в кінці звертала на північ, рухаючись назад до Франкоршам повз селище Бланшімон.
Ця неймовірно швидка, кидаюча виклик, траса швидко стала одним з найпопулярніших місць проведення автоспортивних змагань і відразу ж полюбилася більшості пілотам та уболівальникам. Підтвердженням тому служить утворена в 1924 році гонка 24 години Спа, за аналогією зі стартувавшою роком раніше 24-годинної гонки в Ле-Мані. А в 1925 році тут відбувся перший Гран-Прі. У заїзді взяло участь всього сім машин, а переможцем став знаменитий пілот Alfa Romeo — Антоніо Аскарі, батько майбутнього дворазового чемпіона світу.
В 1938 році у конфігурацію траси був доданий перший штучний поворот — так званий Raidillon, що дослівно можна перекласти як «крута ділянка дороги». Організатори розраховували з його допомогою надати трасі додаткову гостроту і ще більше збільшити швидкості. Це робилося у розрахунку затьмарити свого основного конкурента — популярну німецьку трасу, розташовану в сусідніх Ейфельських горах. На час Другої Світової війни перегони припинилися. Однак повернулися відразу після її закінчення в 1947 році. А з утворенням чемпіонату Формула-1, в 1950 році, автодром «Спа-Франкоршам» став регулярним місцем проведення Гран Прі Бельгії.
Через високі швидкості, головним питанням у Спа завжди залишалася безпека. Гран-Прі 1960 року став одним з найчорніших в історії автодрому. Спочатку Майк Тейлор отримав серйозні пошкодження, коли під час практики його Lotus втратив управління і врізався в дерево. Потім Стірлінг Мосс отримав переломи обох ніг в результаті зіткнення, викликаного поломкою осі. А вже під час гонки підступні повороти бельгійської траси забрали життя двох молодих британських гонщиків. Кріс Брістов загинув у результаті удару в стіну на повороті Burneville, а п'ять кіл по тому його співвітчизник Алан Стейсі зіткнувся з птахом, втратив управління і розбився, вилетівши з траси недалеко від повороту Masta. Після неабиякого інциденту в 1966 році Джекі Стюарт почав кампанію за поліпшення заходів безпеки на автодромі. А в 1969 році це питання було піднято Асоціацією гонщиків Гран-Прі. І хоча в 1970 році за їхніми вимогами в поворот Malmedy була додана шикана, покликана знизити швидкості болідів, це не завадило Педро Родрігесу виграти гонку з середній швидкості 241 км/год. 1970 рік став останнім в історії чотирнадцятикілометрової траси «Спа-Франкоршам». З 1972 року Гран-Прі Бельгії переїхав до Нівель — сірий трек під Брюсселем, а ще пізніше в Зольдер.

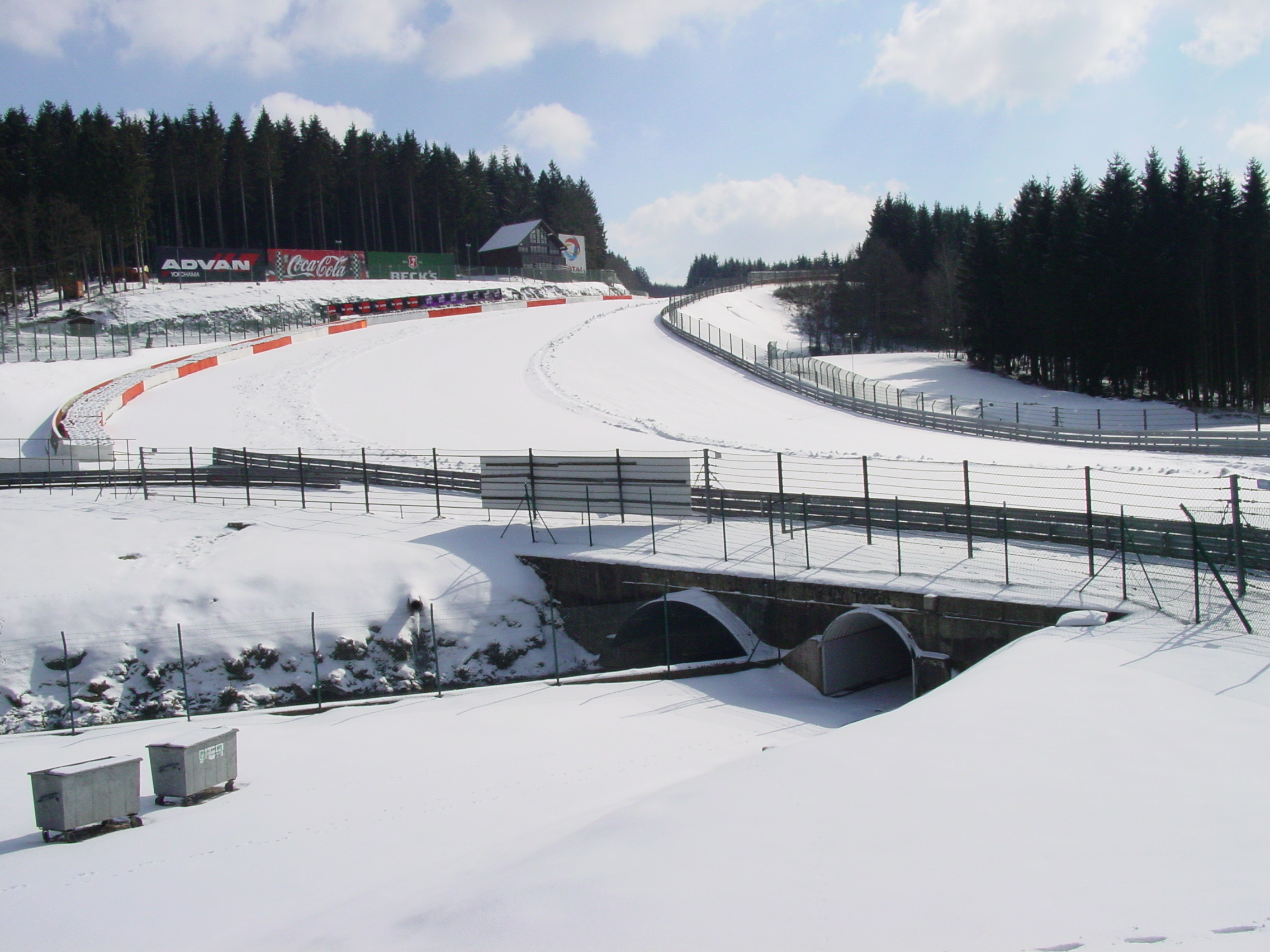
Славнозвісний поворот Eau Rouge на трасі Спа-Франкоршам взимку.

В 1979 році закінчилася реконструкція автодрому. А до 1983 року траса в Спа була повністю перероблена, скоротивши свою довжину практично вдвічі. З'явилася нова секція, що з'єднує Les Combes з останнім сектором старого треку біля повороту Blanchimont. В 1983 році оновлена траса «Спа-Франкоршам» повернулася в календар чемпіонату, і з тих пір пропустила тільки два Гран-прі: в 1984 році (етап проводився в Зольдері) і в 2003 та 2006 роках (через заборону реклами тютюну).
За період з 1980 року по 1994 рік автодром не раз піддавався перебудовам. Кілька разів було змінено місце старту. З'явився поворот Bus Stop і шикана Eau Rouge. Протяжність траси багаторазово змінювалася і в підсумку в 1986 році власники автодрому закликали для уточнення довжини треку комісію Королівського клубу Бельгії. Але, попри те, що нова траса стала дуже складною, це ніяк не вплинуло на її швидкісні характеристики.
Айртон Сенна перемагав тут чотири рази поспіль з 1988 року по 1991 рік. Потім, в 1992 році, Міхаель Шумахер здобув на бельгійській трасі свою першу перемогу у Формулі-1. У 1993 році і в 1994 році на першу сходинку п'єдесталу піднімався Деймон Хілл. У трьох наступних сезонах перемоги на рахунку німецького гонщика Міхаеля Шумахера.
У 1998 році в метушливій дощовій гонці першу перемогу для команди Jordan приніс Деймон Хілл. Однак вона могла і не відбутися, як би впевнено лідируючому Міхаелю Шумахеру не потрапив відсталий на круг McLaren Девіда Култхарда, після зіткнення з яким, німець змушений був зійти з дистанції. Ральф Шумахер фінішував другим, забезпечивши команді Едді Джордана дубль.
У 1999 році найкращим у Спа виявився гонщик McLaren Девід Култхард, зате в наступному сезоні він був змушений задовольнятися тільки третім місцем, поступившись своєму напарникові Мікі Хаккінену та Ральфу Шумахеру на Williams.
Гонка 2001 року на тривалий час була зупинена через аварію Лучано Бурті. Після рестарту перемогу отримав Міхаель Шумахер, Култхард фінішував другим, Джанкарло Фізікелла — третім. У 2002 році в Спа знову не було рівних Шумахеру. Рубенс Баррікелло забезпечив Ferrari дубль, а третім перетнув фінішну лінію Хуан-Пабло Монтоя на Williams.
У 2004 році Кімі Ряйкконен провів блискучу гонку і отримав на етапі в Бельгії свою другу в кар'єрі перемогу. Фінський гонщик стартував лише десятим, але вже до 12 кола захопив лідерство. Слідом з відставанням всього 3,1 і 4,3 секунди фінішували пілоти Ferrari Міхаель Шумахер та Рубенс Баррікелло.
У сезоні-2005 з поула стартував Хуан-Пабло Монтоя на McLaren і лідирував протягом 32-х кіл. Потім ініціативу перехопив його напарник по команді Кімі Ряйкконен і, як і рік тому, завоював переможний трофей. Компанію на подіумі йому склали Фернандо Алонсо з Renault та Дженсон Баттон з BAR. Сенсацію створив Тьяго Монтейро, на своєму слабенькому Jordan замкнувший очкову вісімку — і це при тому, що гоночну дистанцію подолали 13 гонщиків, не всі з яких були представниками команд-аутсайдерів.
Варто відзначити, що Гран-прі 2005 року стартував на мокрій трасі і до того ж в похмуру погоду, що сильно уповільнило підсихання полотна. Тому велике значення мала тактика зміни гуми. У деяких «стайнях» рішення «перевзути» боліди в сухі покришки виявилося занадто поспішним, що негативним чином відбилося на результатах — так, наприклад Toyota позбулася можливості поборотися за першу у своїй історії перемогу.
У 2006 році ГП Бельгії був включений у календар чемпіонату світу, однак, перед самим початком сезону світ Формули-1 стрясла новина про виключення цієї легендарної траси з календаря Формули-1 — автодром «Спа-Франкоршам» закрився для проведення реконструкції.

## Переможці Гран-прі Бельгії

### Багаторазові переможці

#### Пілоти
Жирним шрифтом виділені пілоти, які беруть участь в поточному сезоні чемпіонату Формули-1.
| Перемоги | Пілот               | Гран-прі                           |
| -------- | ------------------- | ---------------------------------- |
| 6        | Міхаель Шумахер     | 1992, 1995, 1996, 1997, 2001, 2002 |
| 5        | Айртон Сенна        | 1985, 1988, 1989, 1990, 1991       |
| 5        | Льюїс Гамільтон     | 2010, 2015, 2017, 2020, 2024       |
| 4        | Джим Кларк          | 1962, 1963, 1964, 1965             |
| 4        | Кімі Ряйкконен      | 2004, 2005, 2007, 2009             |
| 3        | Хуан-Мануель Фанхіо | 1950, 1954, 1955                   |
| 3        | Деймон Хілл         | 1993, 1994, 1998                   |
| 3        | Себастьян Феттель   | 2011, 2013, 2018                   |
| 3        | Макс Ферстаппен     | 2021, 2022, 2023                   |
| 2        | Альберто Аскарі     | 1952, 1953                         |
| 2        | Емерсон Фіттіпальді | 1972, 1974                         |
| 2        | Нікі Лауда          | 1975, 1976                         |
| 2        | Ален Прост          | 1983, 1987                         |

1. 1 2  Міхаель Шумахер фінішував першим на Гран-прі Бельгії 1994, але був дискваліфікований, і в результаті перемога була присуджена Деймону Хіллу.

#### Конструктори
Жирним шрифтом виділені команди, які беруть участь в поточному сезоні чемпіонату Формули-1.
Рожевим позначені перегони, які не були частиною чемпіонату Світу з Формули-1.
Кремовим кольором позначені перегони, які були частиною до-воєнного чемпіонату Європи.
| # перемог | Констркутор | Роки перемог                                                                                               |
| --------- | ----------- | --- |
| 18        | Ferrari     | 1952, 1953, 1956, 1961, 1966, 1975, 1976, 1979, 1984, 1996, 1997, 2001, 2002, 2007, 2008, 2009, 2018, 2019 |
| 14        | McLaren     | 1968, 1974, 1982, 1987, 1988, 1989, 1990, 1991, 1999, 2000, 2004, 2005, 2010, 2012                         |
| 8         | Lotus       | 1962, 1963, 1964, 1965, 1972, 1977, 1978, 1985                                                             |
| 8         | Mercedes    | 1935, 1939, 1955, 2015, 2016, 2017, 2020, 2024                                                             |
| 6         | Red Bull    | 2011, 2013, 2014, 2021, 2022, 2023                                                                         |
| 4         | Alfa Romeo  | 1925, 1947, 1950, 1951                                                                                     |
| 4         | Williams    | 1981, 1986, 1993, 1994                                                                                     |
| 3         | Bugatti     | 1930, 1931, 1934                                                                                           |
| 2         | Maserati    | 1933, 1954                                                                                                 |
| 2         | Benetton    | 1992, 1995                                                                                                 |

### За роками
Рожевим кольором позначені перегони, які не були частиною чемпіонату Світу з Формули-1.

Кремовим кольором позначені перегони, що були частиною довоєнного чемпіонату Європи з автогонок у класі Великих Призів.
| Рік         | #  | Пілот                               | Конструктор                | Траса          | Результат     |
| ----------- | -- | ----------------------------------- | -------------------------- | -------------- | ------------- |
| 2024        | 69 | Льюїс Гамільтон                     | Mercedes                   | Спа-Франкоршам | Результат     |
| 2023        | 68 | Макс Ферстаппен                     | Red Bull Racing-Honda RBPT | Спа-Франкоршам | Результат     |
| 2022        | 67 | Макс Ферстаппен                     | Red Bull Racing-Honda      | Спа-Франкоршам | Результат     |
| 2021        | 66 | Макс Ферстаппен                     | Red Bull Racing-Honda      | Спа-Франкоршам | Результат     |
| 2020        | 65 | Льюїс Гамільтон                     | Mercedes                   | Спа-Франкоршам | Результат     |
| 2019        | 64 | Шарль Леклер                        | Ferrari                    | Спа-Франкоршам | Результат     |
| 2018        | 63 | Себастьян Феттель                   | Ferrari                    | Спа-Франкоршам | Результат     |
| 2017        | 62 | Льюїс Гамільтон                     | Mercedes                   | Спа-Франкоршам | Результат     |
| 2016        | 61 | Ніко Росберг                        | Mercedes                   | Спа-Франкоршам | Результат     |
| 2015        | 60 | Льюїс Гамільтон                     | Mercedes                   | Спа-Франкоршам | Результат     |
| 2014        | 59 | Данієль Ріккардо                    | Red Bull-Renault           | Спа-Франкоршам | Результат     |
| 2013        | 58 | Себастьян Феттель                   | Red Bull-Renault           | Спа-Франкоршам | Результат     |
| 2012        | 57 | Дженсон Баттон                      | McLaren-Mercedes           | Спа-Франкоршам | Результат     |
| 2011        | 56 | Себастьян Феттель                   | Red Bull-Renault           | Спа-Франкоршам | Результат     |
| 2010        | 55 | Льюїс Гамільтон                     | McLaren-Mercedes           | Спа-Франкоршам | Результат     |
| 2009        | 54 | Кімі Ряйкконен                      | Ferrari                    | Спа-Франкоршам | Результат     |
| 2008        | 53 | Феліпе Масса                        | Ferrari                    | Спа-Франкоршам | Результат     |
| 2007        | 52 | Кімі Ряйкконен                      | Ferrari                    | Спа-Франкоршам | Результат     |
| 2006        |    |                                     |                            |                | Не проводився |
| 2005        | 51 | Кімі Ряйкконен                      | McLaren-Mercedes           | Спа-Франкоршам | Результат     |
| 2004        | 50 | Кімі Ряйкконен                      | McLaren-Mercedes           | Спа-Франкоршам | Результат     |
| 2003        |    |                                     |                            |                | Не проводився |
| 2002        | 49 | Міхаель Шумахер                     | Ferrari                    | Спа-Франкоршам | Результат     |
| 2001        | 48 | Міхаель Шумахер                     | Ferrari                    | Спа-Франкоршам | Результат     |
| 2000        | 47 | Міка Хаккінен                       | McLaren-Mercedes           | Спа-Франкоршам | Результат     |
| 1999        | 46 | Девід Култхард                      | McLaren-Mercedes           | Спа-Франкоршам | Результат     |
| 1998        | 45 | Деймон Хілл                         | Jordan-Mugen Honda         | Спа-Франкоршам | Результат     |
| 1997        | 44 | Міхаель Шумахер                     | Ferrari                    | Спа-Франкоршам | Результат     |
| 1996        | 43 | Міхаель Шумахер                     | Ferrari                    | Спа-Франкоршам | Результат     |
| 1995        | 42 | Міхаель Шумахер                     | Benetton-Renault           | Спа-Франкоршам | Результат     |
| 1994        | 41 | Деймон Хілл                         | Williams-Renault           | Спа-Франкоршам | Результат     |
| 1993        | 40 | Деймон Хілл                         | Williams-Renault           | Спа-Франкоршам | Результат     |
| 1992        | 39 | Міхаель Шумахер                     | Benetton-Ford              | Спа-Франкоршам | Результат     |
| 1991        | 38 | Айртон Сенна                        | McLaren-Honda              | Спа-Франкоршам | Результат     |
| 1990        | 37 | Айртон Сенна                        | McLaren-Honda              | Спа-Франкоршам | Результат     |
| 1989        | 36 | Айртон Сенна                        | McLaren-Honda              | Спа-Франкоршам | Результат     |
| 1988        | 35 | Айртон Сенна                        | McLaren-Honda              | Спа-Франкоршам | Результат     |
| 1987        | 34 | Ален Прост                          | McLaren-TAG                | Спа-Франкоршам | Результат     |
| 1986        | 33 | Найджел Менселл                     | Williams-Honda             | Спа-Франкоршам | Результат     |
| 1985        | 32 | Айртон Сенна                        | Lotus-Renault              | Спа-Франкоршам | Результат     |
| 1984        | 31 | Мікеле Альборето                    | Ferrari                    | Зольдер        | Результат     |
| 1983        | 30 | Ален Прост                          | Renault                    | Спа-Франкоршам | Результат     |
| 1982        | 29 | Джон Вотсон                         | McLaren-Ford               | Зольдер        | Результат     |
| 1981        | 28 | Карлос Ройтеман                     | Williams-Ford              | Зольдер        | Результат     |
| 1980        | 27 | Дідьє Піроні                        | Ligier-Ford                | Зольдер        | Результат     |
| 1979        | 26 | Джоді Шектер                        | Ferrari                    | Зольдер        | Результат     |
| 1978        | 25 | Маріо Андретті                      | Lotus-Ford                 | Зольдер        | Результат     |
| 1977        | 24 | Гуннар Нільссон                     | Lotus-Ford                 | Зольдер        | Результат     |
| 1976        | 23 | Нікі Лауда                          | Ferrari                    | Зольдер        | Результат     |
| 1975        | 22 | Нікі Лауда                          | Ferrari                    | Зольдер        | Результат     |
| 1974        | 21 | Емерсон Фіттіпальді                 | McLaren-Ford               | Нівель-Болер   | Результат     |
| 1973        | 20 | Джек Стюарт                         | Tyrrell-Ford               | Зольдер        | Результат     |
| 1972        | 19 | Емерсон Фіттіпальді                 | Lotus-Ford                 | Нівель-Болер   | Результат     |
| 1971        |    |                                     |                            |                | Не проводився |
| 1970        | 18 | Педро Родрігес                      | BRM                        | Спа-Франкоршам | Результат     |
| 1969        |    |                                     |                            |                | Не проводився |
| 1968        | 17 | Брюс МакЛарен                       | McLaren-Ford               | Спа-Франкоршам | Результат     |
| 1967        | 16 | Ден Герні                           | Eagle-Weslake              | Спа-Франкоршам | Результат     |
| 1966        | 15 | Джон Сертіс                         | Ferrari                    | Спа-Франкоршам | Результат     |
| 1965        | 14 | Джим Кларк                          | Lotus-Climax               | Спа-Франкоршам | Результат     |
| 1964        | 13 | Джим Кларк                          | Lotus-Climax               | Спа-Франкоршам | Результат     |
| 1963        | 12 | Джим Кларк                          | Lotus-Climax               | Спа-Франкоршам | Результат     |
| 1962        | 11 | Джим Кларк                          | Lotus-Climax               | Спа-Франкоршам | Результат     |
| 1961        | 10 | Філ Хілл                            | Ferrari                    | Спа-Франкоршам | Результат     |
| 1960        | 9  | Джек Бребем                         | Купер-Climax               | Спа-Франкоршам | Результат     |
| 1959        |    |                                     |                            |                | Не проводився |
| 1958        | 8  | Тоні Брукс                          | Vanwall                    | Спа-Франкоршам | Результат     |
| 1957        |    |                                     |                            |                | Не проводився |
| 1956        | 7  | Пітер Коллінз                       | Lancia-Ferrari             | Спа-Франкоршам | Результат     |
| 1955        | 6  | Хуан-Мануель Фанхіо                 | Mercedes                   | Спа-Франкоршам | Результат     |
| 1954        | 5  | Хуан-Мануель Фанхіо                 | Maserati                   | Спа-Франкоршам | Результат     |
| 1953        | 4  | Альберто Аскарі                     | Ferrari                    | Спа-Франкоршам | Результат     |
| 1952        | 3  | Альберто Аскарі                     | Ferrari                    | Спа-Франкоршам | Результат     |
| 1951        | 2  | Ніно Фаріна                         | Alfa Romeo                 | Спа-Франкоршам | Результат     |
| 1950        | 1  | Хуан-Мануель Фанхіо                 | Alfa Romeo                 | Спа-Франкоршам | Результат     |
| 1949        |    | Луї Розьє                           | Talbot                     | Спа-Франкоршам |               |
| 1948        |    |                                     |                            |                | Не проводився |
| 1947        |    | Жан-П'єр Вімілль                    | Alfa Romeo                 | Спа-Франкоршам |               |
| 1946        |    | Ежен Шабу                           | Delage                     | Спа-Франкоршам |               |
| 1945 - 1940 |    |                                     |                            |                | Не проводився |
| 1939        |    | Херманн Ланг                        | Mercedes-Benz              | Спа-Франкоршам |               |
| 1938        |    |                                     |                            |                | Не проводився |
| 1937        |    | Рудольф Xacce                       | Auto Union                 | Спа-Франкоршам |               |
| 1936        |    |                                     |                            |                | Не проводився |
| 1935        |    | Рудольф Караччіола                  | Mercedes-Benz              | Спа-Франкоршам |               |
| 1934        |    | Рене Дрейфус                        | Bugatti                    | Спа-Франкоршам |               |
| 1933        |    | Таціо Нуволарі                      | Maserati                   | Спа-Франкоршам |               |
| 1932        |    |                                     |                            |                | Не проводився |
| 1931        |    | Вільям Гровер-Вільямс Карло Конеллі | Bugatti                    | Спа-Франкоршам |               |
| 1930        |    | Луї Широн                           | Bugatti                    | Спа-Франкоршам |               |
| 1929 - 1926 |    |                                     |                            |                | Не проводився |
| 1925        |    | Антоніо Аскарі                      | Alfa Romeo                 | Спа-Франкоршам |               |

## Траси проведення Гран-прі
Вказані тільки траси Гран-прі Бельгії, що входять в чемпіонат Формули-1
| Траса          | Проведено Гран-прі | Перше Гран-прі | Останнє Гран-прі | Схема          |
| -------------- | ------------------ | -------------- | ---------------- | -------------- |
| Спа-Франкоршам | 42                 | 1950           | 2009             | Спа-Франкоршам |
| Зольдер        | 10                 | 1973           | 1984             | Зольдер        |
| Нівель-Болер   | 2                  | 1972           | 1974             | Нівель-Болер   |